# Heinrich Frohne
Heinrich Frohne (* 21. Januar 1928 in Paderborn; † 24. April 2021 in Hannover) war ein deutscher Elektrotechniker, Hochschullehrer und Fachbuchautor. Er war ab 1968 Professor für Grundlagen der Elektrotechnik und elektrische Messtechnik sowie Lehrstuhlinhaber an der TU Hannover.

## Leben
Heinrich Frohne wurde am 21. Januar 1928 in Paderborn in Westfalen geboren. Von 1934 bis 1942 besuchte er die Volksschule in Schlangen. Im Dezember 1944 wurde er zum Wehrdienst einberufen. Kurz vor Kriegsende geriet er im April 1945 in britische Gefangenschaft. Nach der Rückkehr aus der Kriegsgefangenschaft machte Frohne eine Lehre als Elektroinstallateur. Ab 1953 studierte er Elektrotechnik an der Technischen Hochschule Hannover, wo er 1959 bei Heinz Jordan mit der Dissertation Über die primären Bestimmungsgrößen der Lautstärke bei Asynchronmaschinen promovierte. Daraufhin arbeitete Frohne in der Industrie in höheren Positionen bis 1966, als er an die Technische Universität Braunschweig berufen wurde. Im Jahre 1968 wurde er dann ordentlicher Professor an der Gottfried Wilhelm Leibniz Universität Hannover und Direktor des Institutes für Grundlagen der Elektrotechnik und Messtechnik, wo er bis zu seinem Ruhestand im Jahr 1990 tätig blieb.
Heinrich Frohne war als Co-Autor an dem Elektrotechnik-Standardwerk Moeller – Grundlagen der Elektrotechnik beteiligt, welches 2013 in der 23. Auflage verlegt wurde.

## Publikationen
- Über die primären Bestimmungsgrößen der Lautstärke bei Asynchronmaschinen, Dissertation, 1959
- Wechselstrom, 1974, 5. Aufl. 1993
- Elektrische Antriebe und Steuerungen, mit Hans-Jürgen Bederke, 1975
- Elektrische und magnetische Felder, mit Erwin Ueckert, 1979, 1994
- Grundlagen der elektrischen Messtechnik, mit Erwin Ueckert, 1984
- Moeller – Grundlagen der Elektrotechnik, mit Franz Moeller, Hans Fricke, Paul Vaske, Karl-Heinz Löcherer, Hans Müller, Thomas Harriehausen, Dieter Schwarzenau. 23. verbesserte Auflage. Vieweg+Teubner, 2013.